# Baie de Lágymányos
La baie de Lágymányos (en hongrois : Lágymányosi-öböl) est un bras mort, séparé du Danube par la digue de Kopasz. Elle est située à Budapest.